# إسماعيل بوريرو
إسماعيل بوريرو (مواليد 6 يناير 1992) هو مصارع مصارعة يونانية رومانية من كوبا، فاز بميدالية ذهبية في أولمبياد 2016.
1. ↑   https://pantheon.world/profile/person/Ismael_Borrero. {{استشهاد ويب}}: |url= بحاجة لعنوان (مساعدة) والوسيط |title= غير موجود أو فارغ (من ويكي بيانات) (مساعدة)